# ウジェーヌ＝アンリ・グラヴェロット
ウジェーヌ＝アンリ・グラヴェロット（Eugène-Henri Gravelotte 1876年2月6日 - 1939年8月23日）はフランスのフェンシング選手。
第1回近代オリンピックとなった、1896年のアテネオリンピックの個人フルーレに出場、決勝では同じフランスのアンリ・カロを3-2で破り金メダルを獲得した